# اوتاوه
اوتاوه (به انگلیسی: Outaouais) یک منطقهٔ مسکونی در کانادا است که در استان کبک واقع شده‌است. اوتاوه  ۳۶۸٬۱۸۱ نفر جمعیت دارد.